# Михайлівська церква (місто Городище)
Миха́йлівська це́рква — мурована церква Української православної церкви (Московського патріархату) у місті Городище Черкаської області, Україна.

## Історія

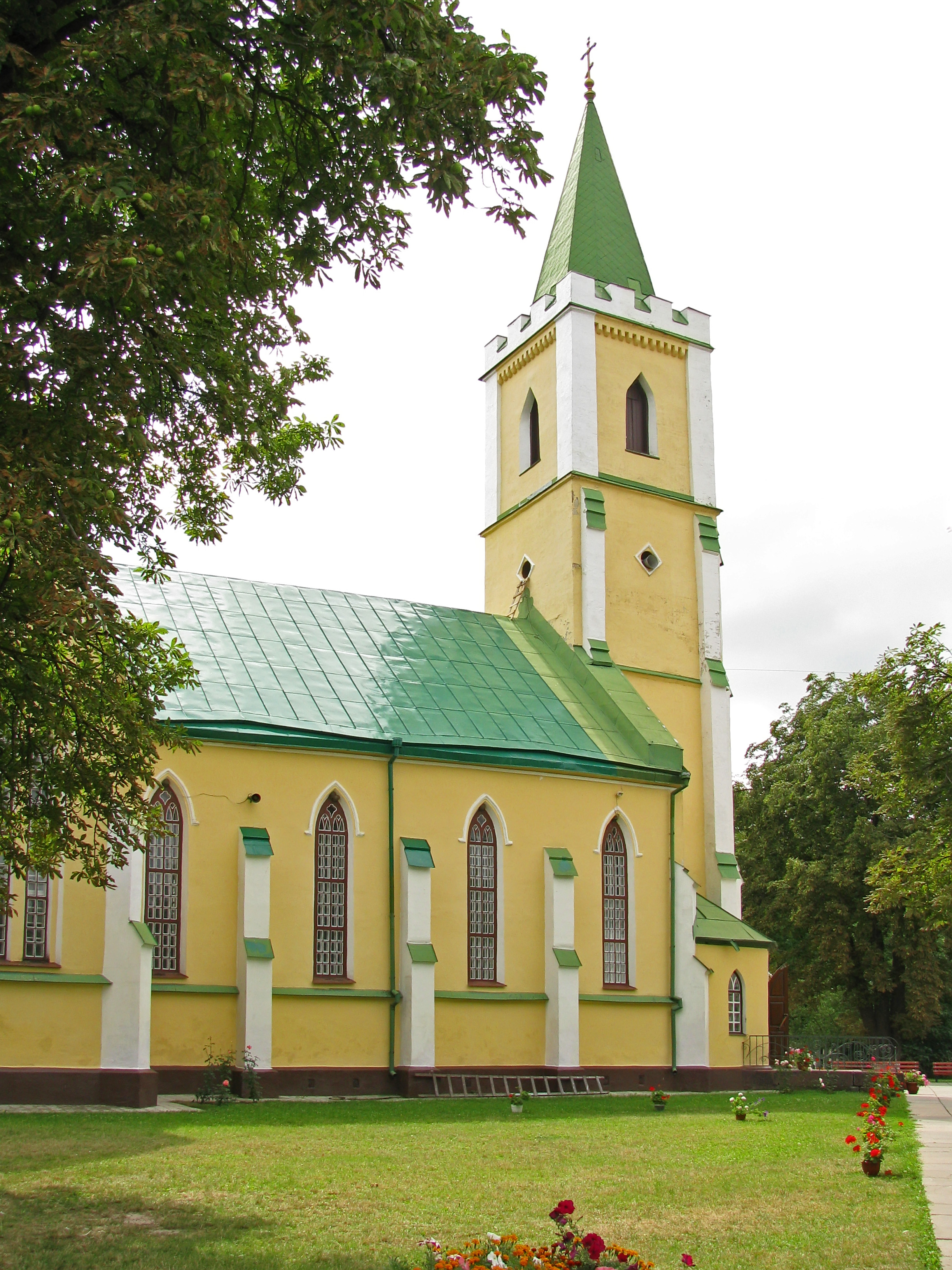
Дзвіниця церкви

Нині діюча церква була побудована у 1844 році у формах неоготики. В радянські часи тут містився спортзал.

## Опис

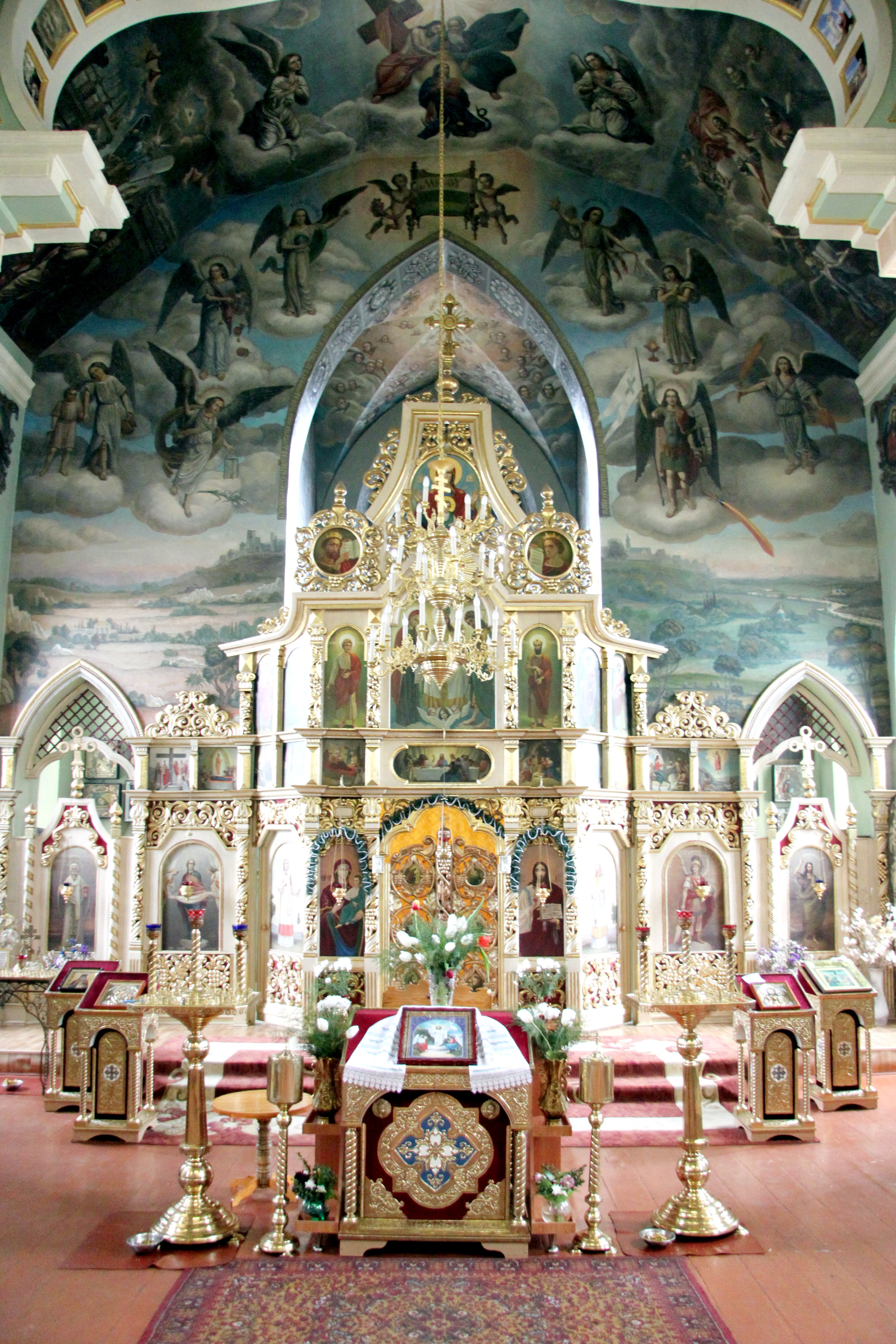
Інтер'єр церкви

Церква цегляна, базиликального типу з трансептом, якому відповідають південний і північний ризаліти, і дзвіницею у західного фасаду нави (дзвінний ярус розібраний). Стіни укріплені контрфорсами. Високі стрункі пропорції споруди підкреслені ритмом вертикальних розчленовувань і високими двосхилими дахами. В інтер'єрі вівтарна частина відокремлена від нави високою стрілчастою аркою. Вузькі дерев'яні хори П-подібної композиції розташовані по периметру нави, підкреслюючи його глибину. Зал перекритий коробчастим зведенням, вівтарна частина — стрілчастим. Архітектурна пам'ятка належить до своєрідних витворів архітектури провінційної неоготики.